# Chichée
Chichée és un municipi francès, situat al departament del Yonne i a la regió de Borgonya - Franc Comtat. L'any 2007 tenia 344 habitants.

## Demografia

### Població
El 2007 la població de fet de Chichée era de 344 persones. Hi havia 133 famílies, de les quals 39 eren unipersonals (27 homes vivint sols i 12 dones vivint soles), 39 parelles sense fills, 47 parelles amb fills i 8 famílies monoparentals amb fills.
La població ha evolucionat segons el següent gràfic:
Habitants censats

### Habitatges
El 2007 hi havia 188 habitatges, 139 eren l'habitatge principal de la família, 28 eren segones residències i 21 estaven desocupats. 179 eren cases i 7 eren apartaments. Dels 139 habitatges principals, 111 estaven ocupats pels seus propietaris, 23 estaven llogats i ocupats pels llogaters i 6 estaven cedits a títol gratuït; 11 tenien dues cambres, 27 en tenien tres, 33 en tenien quatre i 68 en tenien cinc o més. 91 habitatges disposaven pel capbaix d'una plaça de pàrquing. A 70 habitatges hi havia un automòbil i a 51 n'hi havia dos o més.

### Piràmide de població
La piràmide de població per edats i sexe el 2009 era:
| Homes | Edats   | Dones |
| ----- | ------- | ----- |
| 0     | 95 o +  | 0     |
| 4     | 90 a 94 | 0     |
| 4     | 85 a 89 | 8     |
| 0     | 80 a 84 | 8     |
| 4     | 75 a 79 | 4     |
| 8     | 70 a 74 | 4     |
| 4     | 65 a 69 | 8     |
| 12    | 60 a 64 | 12    |
| 4     | 55 a 59 | 8     |
| 0     | 50 a 54 | 4     |
| 4     | 45 a 49 | 8     |
| 24    | 40 a 44 | 12    |
| 16    | 35 a 39 | 12    |
| 8     | 30 a 34 | 20    |
| 16    | 25 a 29 | 8     |
| 12    | 20 a 24 | 12    |
| 12    | 15 a 19 | 12    |
| 16    | 10 a 14 | 16    |
| 12    | 5 a 9   | 16    |
| 4     | 0 a 4   | 4     |

## Economia
El 2007 la població en edat de treballar era de 222 persones, 183 eren actives i 39 eren inactives. De les 183 persones actives 174 estaven ocupades (101 homes i 73 dones) i 9 estaven aturades (4 homes i 5 dones). De les 39 persones inactives 7 estaven jubilades, 12 estaven estudiant i 20 estaven classificades com a «altres inactius».

### Ingressos
El 2009 a Chichée hi havia 150 unitats fiscals que integraven 359,5 persones, la mediana anual d'ingressos fiscals per persona era de 17.857 €.

### Activitats econòmiques
Dels 8 establiments que hi havia el 2007, 1 era d'una empresa alimentària, 4 d'empreses de comerç i reparació d'automòbils, 1 d'una empresa d'informació i comunicació i 2 d'empreses immobiliàries.
L'únic servei als particulars que hi havia el 2009 era un taller de reparació d'automòbils i de material agrícola.
L'únic establiment comercial que hi havia el 2009 era una fleca.
L'any 2000 a Chichée hi havia 31 explotacions agrícoles que ocupaven un total de 825 hectàrees.

## Equipaments sanitaris i escolars
El 2009 hi havia una escola elemental.

## Poblacions més properes
El següent diagrama mostra les poblacions més properes.